# Suraj Sharma

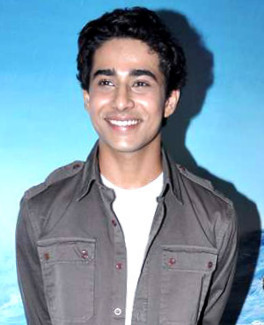
Suraj Sharma (2012)

Suraj Sharma (* 21. März 1993 in Neu-Delhi) ist ein indischer Schauspieler, der mit seinem Schauspieldebüt 2012 in der Hauptrolle des Pi Patel im Abenteuerdrama Life of Pi: Schiffbruch mit Tiger bekannt wurde.

## Leben
Sharmas Vater ist von Beruf Software-Ingenieur, seine Mutter Ökonomin. Bei dem Casting zu Life of Pi setzte Sharma sich gegen 3.000 Konkurrenten durch, obwohl er über keine Schauspielerfahrung verfügte. Von Ang Lee, dem Regisseur des Films, wurde er wegen seiner Ausstrahlung ausgewählt. Nach den Dreharbeiten kehrte er zu seinem Philosophie-Studium an die University of Delhi zurück. 2014 übernahm er die Rolle des Baseballprofis Rinku Singh in dem Disney-Film Million Dollar Arm von Regisseur Craig Gillespie. 2019 spielte er im Horrorfilm Happy Deathday 2U mit.

## Filmografie
- 2012: Life of Pi: Schiffbruch mit Tiger (Life of Pi)
- 2014: Million Dollar Arm
- 2014–2015: Homeland (Fernsehserie, 7 Episoden)
- 2015: Umrika
- 2016: Burn Your Maps
- 2017: Phillaury
- 2017: The Hungry
- 2018–2020: God Friended Me (Fernsehserie, 42 Episoden)
- 2019: Happy Deathday 2U (Happy Death Day 2U)
- 2019: Killerman
- 2019: The Illegal
- 2022–2023: How I Met Your Father (Fernsehserie, 30 Episoden)